# (7990) 1981 SN1
(7990) 1981 SN1 (1981 SN1, 1988 DL2) — астероїд головного поясу, відкритий 26 вересня 1981 року.
Тіссеранів параметр щодо Юпітера — 3,158.